# Marco Drago (Astrophysicien)
Marco Drago (né à Conselve le 4 novembre 1982) est un astrophysicien italien, spécialiste des ondes gravitationnelles et premier témoin de leur existence, découverte par LIGO.

## Biographie
Marco Drago obtient son doctorat en physique en 2010 à l'Université de Padoue.
Il travaille ensuite à l'Université de Trente au sein d'un groupe de recherche de Virgo.
En 2014, il part pour l'Institut Max Planck de physique gravitationnelle (Albert Einstein) à Hanovre, en Allemagne, au sein du groupe de recherche de LIGO dirigé par Bruce Allen.
Depuis 2017, Marco Drago est rentré en Italie pour travailler au GSSI  .
Au cours de ses études à Padoue et lors des expériences ultérieures à Trente et à Hanovre, Drago travaille au développement de Cohérent WaveBurst (cWB) , une méthode de réseau cohérent pour la détection des ondes gravitationnelles appliquée aux instruments Virgo et LIGO, en mettant en œuvre plus tard  une fonctionnalité qui permet, en cas de résultat positif, d'informer les groupes de recherche et les instruments ( optiques, gamma et rayons X ) qui peuvent être connectés aux détecteurs afin d'avoir des retours positifs.

### Détection des premières ondes gravitationnelles
Dans le cadre des préparatifs de la première prise de données des détecteurs Advanced LIGO, Marco Drago a lancé le programme cWB depuis l'Allemagne, sur le cluster informatique de CalTech aux États-Unis.
Quelques jours plus tard, à 11h51 CEST le 14 septembre 2015, cWB a détecté la présence de GW150914. Drago a réagi immédiatement   et a confirmé la positivité de l'événement.
Après des discussions avec des collègues à Hanovre, il a écrit un message aux collaborations LIGO et Virgo, avertissant de la présence du signal qui a ensuite été déclaré premier signal d'onde gravitationnelle découvert par LIGO.
En 2016, Marco Drago a reçu le prix Nicolas Copernic – Fondation CARICE pour la physique.
En 2020, il remporte le FameLab Italia , un concours de talents scientifiques pour les jeunes chercheurs et les étudiants universitaires.